# Український інститут публічної політики
Український інститут публічної політики (УІПП) (англ. Ukrainian Institute for Public Policy) — українська громадська організація, створена в травні 2010 року. Незалежний і непов'язаний з жодною політичною ідеологією аналітичний центр.

## Про УІПП

### Місія УІПП
Підвищенні якості державного врядування та зміцнення громадянського суспільства через проведення незалежних досліджень, поширення знань та організації суспільного діалогу.

### Цінності та мета
Ключовими цінностями УІПП є незалежність, плюралізм, толерантність та професійна чесність.
Головною метою діяльності УІПП є досягнути того, щоб українські громадяни, державні інститути та зацікавлені групи, включаючи бізнесові та професійні асоціації, громадські організації та політичні партії отримали знання та вміння, що дозволяють ефективно розробляти та реалізовувати публічну політику та оцінювати її наслідки.

### Фінансування
УІПП є офіційно зареєстрованою громадською неприбутковою організацією, яка діє відповідно до чинного законодавства України. Діяльність інституту фінансується з добровільних пожертвувань фізичних та юридичних осіб, внесків індивідуальних та корпоративних членів, а також через гранти, отримані від українських та міжнародних організацій. УІПП може виконувати замовлення від бізнесу та державних інституцій.

### Напрями діяльності
УІПП організовує свою діяльність у рамках таких програм:
- демократія та належне врядування,

Дослідження основних політичних інститутів України: президентство, парламентаризм, конституційний устрій — та їхнього формування через політичний процес. Дослідження, покликані збільшити підзвітність, прозорість та ефективність системи державного управління в Україні;
- економічна політика та бізнес

Дослідження основних проблем бізнесу в Україні та тенденцій розвитку економіки у сферах: галузевий аналіз, конкурентоспроможність, фіскальна і бюджетна політика, грошово-кредитна політика та державне регулювання.
- зовнішня та безпекова політика

Аналіз стратегічних інтересів України у політиці, економіці, оборонній політиці, питаннях міграції, довкілля та гуманітарної сфери. Вивчення та аналіз відносин між Україною та Росією й іншими важливими країнами колишнього СРСР, ЄС, США та Китаєм. Безпекові студії в УІПП ґрунтуються на розумінні поняття «безпека» у широкому сенсі — експерти УІПП визначають та розробляють рекомендації щодо запобігання та відвернення як традиційних загроз, пов'язаних із застосуванням воєнної сили, так і невоєнних безпекових загроз. Особлива увага приділяється питанням безпеки у Чорноморському регіоні.
- Організація суспільного діалогу та поширення знань

Умовою ефективної політики в демократичному суспільстві є притримування стандартів публічної політики, які використовуються в розвинених демократичних країнах світу. Співробітники УІПП мають великий досвід використання цих стандартів в процесі підготовки рішень та навчанні цих процедур управлінців, держслужбовців та працівників інших аналітичних центрів.
Ефективне використання аналітичних досліджень УІПП для формування публічної політики є можливим тільки у разі тісної співпраці з усіма залученими групами. Така робота включає глибокий аналіз інтересів усіх зацікавлених сторін та спільний процес розробки й аналізу варіантів рішень, що проводяться у структурований спосіб. Цей підхід не тільки покращує документи політики, але й створює підтримку для їх прийняття на регіональному або державному рівні. Тому одним з основних напрямів діяльності УІПП є створення платформи для ведення конструктивного суспільного діалогу. Це включає організацію та проведення публічних консультацій та формування культури переговорів як ефективного механізму взаємодії для розробки рішень, прийнятних для всіх сторін.
Команда УІПП усвідомлює, що для досягнення своєї мети — підвищення якості державного врядування та забезпечення участі громадськості в процесах прийняття рішень — важливим є співпраця з партнерами, яким необхідно застосовувати засоби публічної політики в своїй роботі. Тому ми постійно ділимося своїм досвідом та передаємо вміння та навички щодо розробки політики, ведення публічних обговорень та організації ефективного процесу прийняття спільних рішень як в рамках комплексних проектів, так і через окремі тренінги.

### Реалізовані проекти
- Польський досвід контролю за нелегальною міграцією — уроки для України задля ефективного виконання угоди про реадмісію [Архівовано 5 лютого 2012 у Wayback Machine.]
- Проведення публічних консультацій з питань оборонної політики України [Архівовано 5 лютого 2012 у Wayback Machine.]
- Моніторинг дотримання стандартів публічної політики при прийнятті рішень новим Президентом та урядом України [Архівовано 5 лютого 2012 у Wayback Machine.][3]
- Зелена книга: Законодавче регулювання охоронної діяльності [Архівовано 5 лютого 2012 у Wayback Machine.]
- Антикорупційні реформи у країнах Східного партнерства: роль громадянського суспільства [Архівовано 5 лютого 2012 у Wayback Machine.][4]

### Дирекція Українського інституту публічної політики
Чумак Віктор  — директор УІПП, відомий український фахівець в галузі безпеки та оборони, конституційного права, адміністративного права, військового права, міграційного права, митного та прикордонного законодавства, правоохоронної діяльності.
Нікітін Володимир — заступник директора УІПП, фахівець у сферах теорії архітектури та містобудування, методології гуманітарних досліджень, історії та теорії культури та освіти.
Барань Єлизавета — заступник директора УІПП, фахівець з переговорів за інтересами — методології, розробленої у Гарвардському переговорному проекті (ГПП).